# Suíça no Festival Eurovisão da Canção 2010
A Suécia foi o décimo país a confirmar a sua presença no Festival Eurovisão da Canção 2010, a 17 de Maio de 2009. Com esta participação, a Suíça realiza a sua quinquagésima primeira participação no Festival Eurovisão da Canção. Para eleger o seu representante, a Suíça ainda não revelou nenhuma informação, no entanto talvez utilize uma selecção interna, como fez no último ano. No último ano, em 2009, a Suíça conseguiu alcançar o 14º lugar (entre 25), com 15 votos.